# 阿塔马诺夫卡 (外贝加尔边疆区)
阿塔马诺夫卡（羅馬化：Atamanovka），旧称阿塔曼卡（Атаманка），是俄罗斯外贝加尔边疆区的市级镇，属赤塔区，位于音果达河左岸，在区行政中心及边疆区首府赤塔东南方。
该地2021年人口有10,148人；2010年人口10,381；2002年人口9,463；1989年人口10,269。